# Filip Doušek
Filip Doušek (* 6. dubna 1976, Brno) je expertem v oblasti umělé inteligence a analýzy dat. Zabývá se jejich dopadem na řízení firem i na každodenní život. Dlouhodobě pracoval v Londýně, Hongkongu a Silicon Valley. V roce 2012 vydal dvousvazkový román Hejno bez ptáků, na kterém pracoval 12 let.
Byl spoluzakladatelem a CEO startupu Stories.bi, který využíval umělou inteligenci k automatické analýze dat. Stories.bi v roce 2018 získala titul Gartner Cool Vendor v oblasti analytiky, jako jedna ze tří firem na světě. Stories se také jako první česká firma dostala do Alchemist Acceleratoru, jednoho z nejprestižnějších akcelerátorů v Silicon Valley, a v létě téhož roku byla koupena americkou společností Workday, Inc.

## Život
Filip Doušek vystudoval matematické gymnázium a mezinárodní obchod na VŠE s vedlejší specializací mezinárodní diplomacie a politika. Profesně se věnuje umělé inteligenci, datové analytice a řízení firem. Přednáší na globálních oborových konferencích o analytice, datově řízených firmách, technologických trendech a jejich vlivu na život, mentálních modelech a lidském myšlení.

## Dílo
Hejno bez ptáků je román o západní civilizaci a její slepé skvrně. A také o zrodu jiného myšlení, které od základu mění, kým můžeme být. Román vyšel ve dvou svazcích (Kniha a Příběh), přičemž je ponecháno na čtenáři, který otevře jako první.
Adam, doktorand statistiky v Cambridge, zkoumá spojitosti náhodných neštěstí na celém světě. Namísto kosmického řádu ale začíná nacházet cosi nečekaného: vlastní portréty, staré stovky let. Jak se mu vytrácí hranice mezi vědou, životem a mýtem, další zlověstná varování posilují obavy o rozum i o přítelkyni Ninu. Příběh lásky umírněné punkerky a zavilého matematika se prolíná s dějinami západního způsobu poznávání světa. Dějová linie vede čtenáře z Cambridge přes Prahu do Japonska a Himálaje, jen aby se vrátil do zákrutů své vlastní mysli. Tam narazí na podivnou slepou skvrnu, která brání zahlédnout svět jinou perspektivou, než k jaké jsme byli vychováni.

## Ocenění
Za grafické zpracování získal román Hejno bez ptáků ocenění Nejkrásnější kniha roku 2012, kterou uděluje Památník národního písemnictví.